# Varde IF
A Varde IF, teljes nevén Varde Idrætsforening egy dán labdarúgócsapat. A klubot 1975-ben alapították, az ötödosztályban szerepel. Székhelye Varde városa.
A klub két másik, a Varde Gymnastikforening és a Varde Boldklub egyesüléseként jött létre.

## Külső hivatkozások
- (dánul) Hivatalos weboldal